# Autobuses Urbanos de Managua
El sistema de transporte urbano colectivo de Managua, capital de Nicaragua, está conformado por decenas de rutas administradas por distintas cooperativas de transporte. Estas rutas operan principalmente con autobuses gestionados bajo el modelo de servicio público regulado por el Instituto Regulador del Transporte del Municipio de Managua (IRTRAMMA). A partir de la reforma del sistema en 2009, se han estandarizado los recorridos, unidades, paradas y frecuencias para mejorar la eficiencia del sistema.
La información de rutas, cooperativas y terminales ha sido recopilada y sistematizada por el proyecto de código abierto OpenStreetMap y su versión en español para Nicaragua.

## Historia y modernización del sistema
El transporte colectivo urbano de Managua ha experimentado múltiples transformaciones desde su establecimiento formal en las décadas de 1970 y 1980. Durante los años posteriores a la Revolución Sandinista, el sistema fue nacionalizado parcialmente y luego descentralizado hacia cooperativas que operan bajo regulación municipal. A partir de 2009, el gobierno local y nacional implementaron un ambicioso plan de reordenamiento del transporte que incluyó la reducción de rutas redundantes, incorporación de buses nuevos, capacitación a conductores y modernización de terminales.

## Flota y tecnología
La flota de autobuses urbanos ha sido objeto de importantes renovaciones, especialmente desde 2010. La mayoría de los buses actuales fueron adquiridos mediante convenios con fabricantes de Rusia, México, Brasil y China. Entre los modelos más comunes se encuentran unidades de las marcas Yutong, King Long, KAMAZ y Volkswagen, con motores Euro III y Euro IV para mejorar la eficiencia y reducir las emisiones.
La mayoría de unidades cuentan con accesos universales, aire acondicionado y sistema de cobro manual, aunque se están evaluando proyectos piloto de pago electrónico. A nivel operativo, las cooperativas utilizan radios VHF y aplicaciones móviles para coordinación y rastreo de buses, aunque aún no existe un sistema centralizado de GPS de acceso público.

## Rutas de autobuses de Managua
A continuación se presenta una lista de las rutas activas, sus respectivas cooperativas operadoras y los lugares donde inician y finalizan sus recorridos:
| Número de Ruta | Cooperativa                                    | Inicio                          | Termina                     |
| -------------- | ---------------------------------------------- | ------------------------------- | --------------------------- |
| 6              | Cooperativa 17 de Octubre                      | Barrio Camilo Chamorro          | Colonia Independencia       |
| 101            | Cooperativa Cootbusa                           | Mercado Mayoreo                 | Las Brisas                  |
| 102            | Cooperativa Andrés Castro                      | Mercado Mayoreo                 | Acahualinca                 |
| 103            | Cooperativa Parrales Vallejos                  | Cuesta el Plomo                 | Laureles Sur                |
| 104            | Cooperativa Omar Baca                          | Hialeah                         | Mercado Mayoreo             |
| 105            | Cooperativa Parrales Vallejos                  | Camilo Ortega                   | Unidad de Propósito         |
| 106            | Empresa 30 de Mayo y Cooptracopiro             | El Seminario                    | Barrio Berta Díaz           |
| 107            | Cooperativa Colón                              | Camilo Ortega                   | Mercado Oriental            |
| 108            | Cooperativa 21 de enero                        | Barrio Enrique Lorente          | Barrio Jose Dolores Estrada |
| 109            | Cooperativa 21 de enero                        | Las Brisas                      | Reparto Schick              |
| 110            | Cooperativa De Transporte Urbano Unitario R.L. | Mercado Mayoreo                 | El Seminario                |
| 111            | Cooperativa Nicarao                            | Los Laureles Norte              | Colonia Miguel Bonilla      |
| 112            | Cooperativa Colón                              | Villa Libertad                  | Colonia Independencia       |
| 113            | Cooperativa Pedro Joaquín Chamorro             | Ciudad Sandino (Trinidad)       | Mercado Oriental            |
| 114            | Cooperativa Colón                              | Villa José Benito Escobar       | Cuesta el Plomo             |
| 115            | Cooperativa Nueva Unidad y Esfuerzos           | Ciudad Sandino (Zona 5)         | Mercado Oriental            |
| 116            | Cooperativa Parrales Vallejos                  | El Seminario                    | Villa Libertad              |
| 117            | Cooperativa Parrales Vallejos                  | Villa José Benito Escobar       | UCA                         |
| 118            | Cooperativa Parrales Vallejos                  | Las Brisas                      | Villa Libertad              |
| 119            | Cooperativa 21 de enero                        | Cuesta el Plomo                 | Villa Fraternidad           |
| 120            | Cooperativa De Transporte Urbano Unitario R.L. | Mercado Mayoreo                 | Batahola                    |
| 123            | Cooperativa 22 de octubre                      | San Judas                       | Mercado Roberto Huembes     |
| 125            | Cooperativa de Transporte Marlon Zelaya        | Ciudad Sandino (Bello Amanecer) | Mercado Oriental            |
| 125 (CS)       | Cooperativa de Transporte Marlon Zelaya        | Mercadito (Ciudad Sandino)      | Altos de Motastepe          |
| 133            | COOSPECTS                                      | Ciudad Sandino (Zona 6)         | Mercado Oriental            |
| 154            | Cooperativa Camilo Ortega                      | Camilo Ortega                   | Mercado Iván Montenegro     |
| 158            | Cooperativa Camilo Ortega                      | Camilo Ortega                   | Mercado Oriental            |
| 159            | Ricardo Morales Avilés                         | Acahualinca                     | Mercado Mayoreo             |
| 163            | Casimiro Sotelo                                | Sabana Grande                   | Mercado Oriental            |
| 164            | Divina Luz                                     | Estadio Nacional Denis Martínez | Villa Cuba                  |
| 165            | Nueva Nicaragua y 12 de Octubre                | Barrio Naciones Unidas          | San Luis Norte              |
| 167            | Cootrasude                                     | Barrio Arnoldo Alemán           | Mercado Israel Lewites      |
| 168            | Iván Montegro                                  | Colonia Miguel Bonilla          | Lomas de Guadalupe          |
| 169            | COUNEPAZ                                       | Barrio Francisco Salazar        | Las Mercedes                |
| 170            | Camilo Chamorro y Nuevo Amanecer               | Villa José Benito Escobar       | Mercado Oriental            |
| 172            | Marlon Zelaya                                  | Ciudad Sandino (Los Brasiles)   | Mercado Oriental            |
| 175            | La Reconciliación                              | Memorial Sandino                | Laureles Norte              |
| 195            | Milagro de Dios                                | Barrio Milagro de Dios          | Parque Central              |
| 210            | ETRAMUL                                        | Ciudad Sandino (Villa Soberana) | Catedral de Managua         |
| 261 (MR4)      | Samuel Mairena Green                           | Villa Roma                      | Barrio Santa Rosa           |
| 262            | Las Jagüitas                                   | Comarca Los Vanegas             | INATEC                      |
| 266            | Ricardo Morales Avilés                         | Las Mercedes                    | Mercado Oriental            |

## Estadísticas de uso diario
Según datos del IRTRAMMA y la Alcaldía de Managua, el sistema de transporte colectivo urbano moviliza diariamente entre 650,000 y 750,000 pasajeros, lo que lo convierte en el principal medio de transporte de la capital. El mayor volumen de usuarios se concentra en rutas que conectan el Mercado Oriental, el Mercado Roberto Huembes, Villa Libertad, Ciudad Sandino y los principales centros educativos y de salud.
El sistema cuenta con más de 800 unidades activas, distribuidas entre unas 35 cooperativas. Las rutas con mayor demanda suelen ser reforzadas durante las horas pico, aunque aún se reportan desafíos en frecuencia, tiempos de espera y saturación de unidades en zonas periféricas.

## Proyecciones a futuro y BRT de Managua
Como parte del proceso de modernización, el Gobierno de Nicaragua y el BCIE firmaron en 2023 un acuerdo de financiamiento para implementar el Sistema de Bus de Tránsito Rápido (BRT) en Managua. Este sistema será el primero de su tipo en el país y contará con buses articulados de gran capacidad, carriles exclusivos y estaciones elevadas.
El proyecto contempla una primera fase de 10.5 km, desde el sector de la Pista Suburbana hasta el Mercado Roberto Huembes, incluyendo 17 estaciones, patios de transferencia, señalización inteligente y sistema de recaudo digital. Se espera que la fase inicial esté operativa en 2027. Las unidades provendrán de fabricantes chinos, como Yutong, con estándares de bajas emisiones y capacidad para más de 160 pasajeros por vehículo.
El BRT buscará aliviar la congestión en los corredores viales más saturados, reducir tiempos de traslado y mejorar la calidad del servicio para los usuarios del transporte colectivo de Managua.